# Anthrax trigutellus
Anthrax trigutellus är en tvåvingeart som beskrevs av Hesse 1956. Anthrax trigutellus ingår i släktet Anthrax och familjen svävflugor. Inga underarter finns listade i Catalogue of Life.